# Cay Friedrich von Reventlow

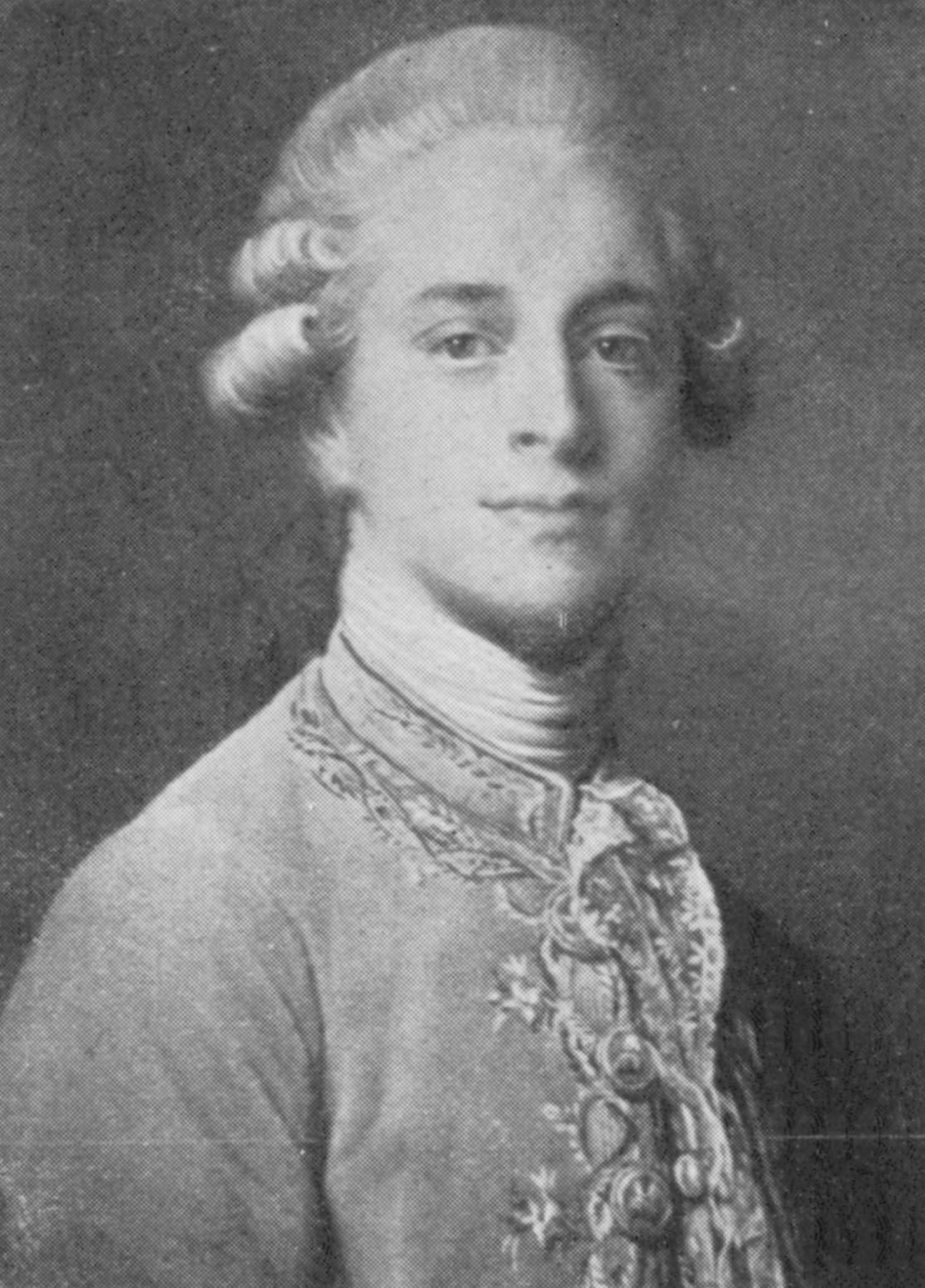
Cay Friedrich von Reventlow

Cay Friedrich Graf von Reventlow (* 17. November 1753 in Paris; † 6. August 1834 in Altenhof) war dänischer Diplomat sowie Gutsbesitzer in Altenhof bei Eckernförde. 

## Leben
Cay Friedrich Graf von Reventlow stammte aus der altadeligen schleswig-holsteinischen Familie Reventlow und war der älteste der vier Söhne des Wirklichen Geheimraths und Oberkammerherrn Detlev von Reventlow. Er trug denselben Namen wie sein Großvater Cay Friedrich von Reventlow (1685–1762). 1767 wurde sein Vater zum dänischen Lehnsgraf ernannt. Sein Bruder Friedrich Karl von Reventlow (1755–1828) war ebenfalls Diplomat in dänischen Diensten und Gutsbesitzer auf Gut Emkendorf. Beide Brüder studierten von 1769 bis 1773 an der Universität Göttingen.
Von 1780 bis 1784 war Reventlow Königlich-Dänischer Gesandter in Madrid, von 1787 bis 1793 Gesandter in Stockholm und von 1794 bis 1802 Leiter der königlichen Bibliothek und Kunstkammer in Kopenhagen. 1797 folgte er seinem Schwiegervater Andreas Peter von Bernstorff in das Amt als Leiter der Deutschen Kanzlei in Kopenhagen. Als Sprecher der schleswig-holsteinischen Ritterschaft versuchten Reventlow und sein Bruder Friedrich Karl, deren steuerliche Privilegien gegenüber dem dänischen König durchzusetzen. Weil dieses Vorhaben scheiterte, legte Cay Friedrich von Reventlow 1802 seine Staatsämter nieder und zog sich auf sein Gut Altenhof zurück.
Nach Abschluss der Bernstorffschen Reformen wurde Reventlow vom dänischen König zum Gouverneur des Herzogtums Lauenburg ernannt. Als Reventlow 1816 das Amt des Gouverneurs und Landdrosten des für Dänemark gewonnenen Herzogtums Lauenburg annahm, begann er mit der Verbreitung der Bibel. Als Christ förderte er die Arbeit der 1816 gegründeten Lauenburg-Ratzeburgischen Bibelgesellschaft und war fast zwanzig Jahre deren Präsident. Er war der letzte Vertreter des dänisch-deutschen Adelskreises um Andreas Peter von Bernstorff. 1833 nahm er seinen Abschied. Sein Nachfolger wurde Joachim Godsche von Levetzau.
1775 wurde er Ehrenmitglied der Königlich Dänischen Akademie der Wissenschaften. Er wurde 1816 mit dem Dannebrogorden und dem Elefanten-Orden ausgezeichnet.
Sein Grab befindet sich auf dem kirchlichen Friedhof in Sarau, Kreis Segeberg.

## Familie
Cay von Reventlow war in erster Ehe mit Wilhelmine Magdalene Ulrike Gräfin von Bernstorff (* 10. Oktober 1766 in Gartow; † 10. Mai 1787 in Kopenhagen, Tochter von Joachim Bechtold von Bernstorff (1734–1807)) verheiratet. In zweiter Ehe heiratete er am 24. April 1797 in Kopenhagen Emilie Louise Henriette Gräfin von Bernstorff (* 7. Oktober 1776 in Kopenhagen; † 26. November 1855 in Preetz, Tochter des dänischen Staatsministers Andreas Peter Graf von Bernstorff). Beide Ehefrauen waren Cousinen und Enkelinnen von Andreas Gottlieb der Jüngere von Bernstorff (1708–1768).
Aus der zweiten Ehe stammen drei Söhne und eine Tochter:

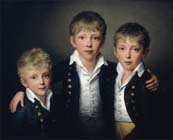
Gebrüder Reventlow (um 1809)

1. Eugen (* 27. November 1798; † 16. November 1885), erbte Altenhof;
2. Gottfried (* 30. März 1800; † 26. April 1870), Jurist, zuletzt Hofgerichtspräsident in Ratzeburg;
3. Theodor (* 19. Juli 1801 in Christiansholm bei Kopenhagen; † 4. Februar 1873 in Jersbek);
4. Maria Emilia (* 28. April 1811; † 1. März 1883).

## Auszeichnungen
- Titel Kammerherr[2]
- Ritterkreuz des Dannebrogordens (Titel: Weißer Ritter), 1. Mai 1782[2]
- Titel Geheimer Konferenzrat, 16. September 1808[2]
- Elefanten-Orden, 2. August 1816[2]
- Dannebrogsmændenes hæderstegn, 2. August 1816[2]
- Komtur des Dannebrogordens, 1829[3]
- Großkreuz des Dannebrogordens, 1834[3]